# FEEL Air

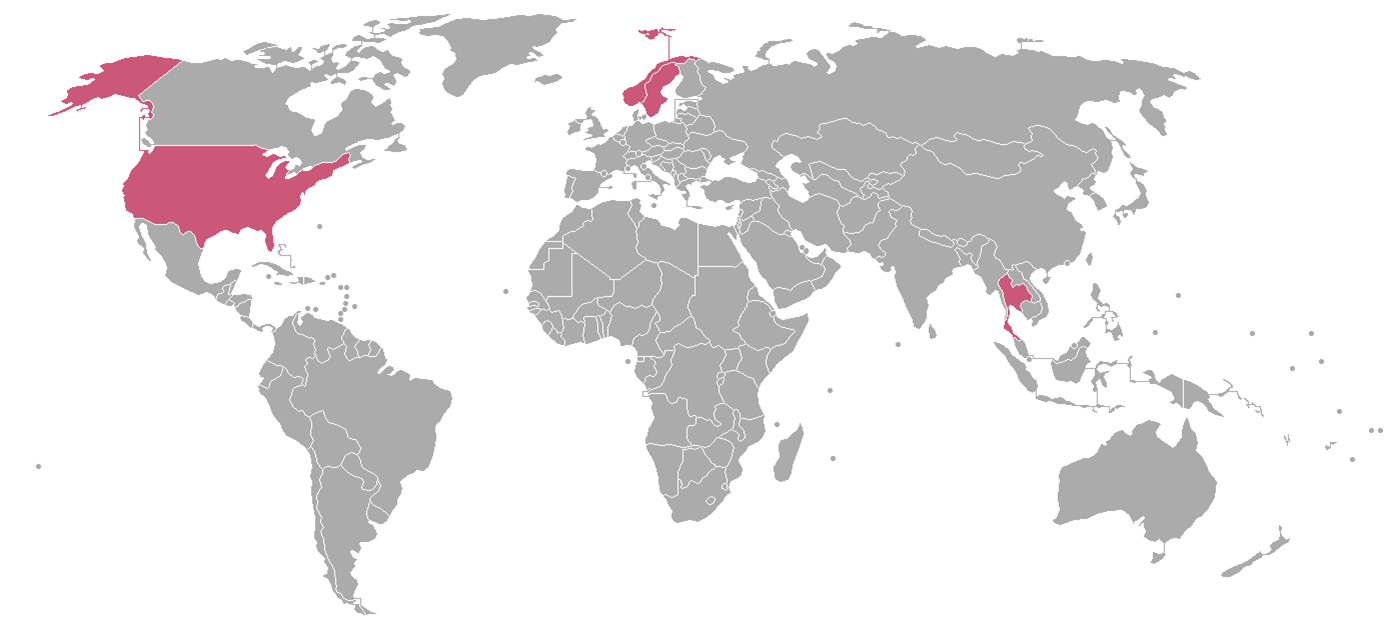
FEEL Airs destinationer.

FEEL Air var ett norskt lågprisflygbolag grundat 2009. Bolaget planerade att bedriva flygtrafik från Oslo-Gardermoen och Stockholm-Arlanda, men flygtrafiken hann inte starta innan flygbolaget avvecklades 2011. Företaget var baserat i Bærum i Norge och leddes av Kai Holmberg och Otto Lagarhus. 
Flygbolaget presenterades den 2 oktober 2009, och flygtrafiken planerades starta upp under slutet av 2010 med två Airbus A330-200 flygplan. Det blev inte av, och bolaget meddelade att man istället planerade att starta 2011. 
Bolaget planerade att flyga från både Oslo (Gardermoen) och Stockholm (Arlanda) till John F. Kennedy International Airport i New York i USA och Suvarnabhumi Airport i Bangkok i Thailand. Flygbolaget planerade att i början ha 160 anställda och ett aktiekapital på 240 miljoner norska kronor. Bolaget uppgav att de skulle att sälja biljetter för halva priset jämfört med vanliga nätverksbolag. Detta möjliggjordes enligt bolaget bland annat genom att planen skulle utnyttjas bättre tidsmässigt. 2011 meddelade bolaget att planerna överges på grund av en förändrad konkurrenssituation.

## Flotta
| Flygplan        | Antal | Order | Passagerare (Economy) | Linjer            | Övrigt |
| --------------- | ----- | ----- | --------------------- | ----------------- | ------ |
| Airbus A330-200 | 0     | 2     | 307 säten             | New York, Bangkok |        |

## Planerade destinationer
| Stad      | Flygplats koder | Flygplats koder | Flygplats namn                        | Flygplan        | Noteringar                                             |
| Stad      | IATA            | ICAO            | Flygplats namn                        | Flygplan        | Noteringar                                             |
| --------- | --------------- | --------------- | ------------------------------------- | --------------- | ------------------------------------------------------ |
| Norge     |                 |                 |                                       |                 |                                                        |
| Oslo      | OSL             | ENGM            | Oslo flygplats, Gardermoen            | Airbus A330-200 | Bas                                                    |
| Sverige   |                 |                 |                                       |                 |                                                        |
| Stockholm | ARN             | ESSA            | Stockholm-Arlanda Airport             | Airbus A330-200 | Bas                                                    |
| Thailand  |                 |                 |                                       |                 |                                                        |
| Bangkok   | BKK             | VTBS            | Suvarnabhumi Airport                  | Airbus A330-200 | Planerad att starta 1:a kvartalet 2010 (startade inte) |
| USA       |                 |                 |                                       |                 |                                                        |
| New York  | JFK             | KJFK            | John F. Kennedy International Airport | Airbus A330-200 | Planerad att starta 1:a kvartalet 2010 (startade inte) |